# アエロ Ae-45
アエロ Ae-45
ポーランド航空博物館のAe-145 救急搬送機
- 用途：多用途機
- 製造者：アエロ、LETクノヴィツェ
- 運用者：チェコスロバキア、中華人民共和国、ハンガリー、ソビエト連邦
- 初飛行：1947年7月21日
- 生産数：590機[1]
- 生産開始：1951年

アエロ Ae-45（Aero Ae-45）は、第二次世界大戦後にチェコスロバキアのアエロ社で製造された双発レシプロエンジンの民間多用途機である。本機は戦後初めてチェコスロバキアで製造された航空機で非常な成功作であり、製造された590機の内の多くが輸出された。

## 設計と開発
Ae-45の開発は1946年に始まり、設計技師のJiři Bouzek、Ondřej Nemec、František Vikらにより完成された。試作機（登録記号：OK-BCA）は1947年7月21日に、登録記号OK-CDAの試作2号機は1年後に初飛行した。飛行テストは事故も無く進み、1948年に量産が始まった。"45"という型式番号は戦前のアエロ社の命名規則に則ってはおらず、この機体が4／5座席であることに由来していた。

## 運用の歴史
Ae-45の試作機は海外にも広く宣伝され、1949年8月に登録記号OK- DCLの機体が英国で催されたノートン・グリフィス・レース（Norton Griffiths Race）で優勝した。Ae-45は幾つかの世界記録も樹立し、その結果を受けて東側諸国とは別にイタリアやスイスでも購入された。1958年8月10日 - 11日にイタリアのAe-45が南アメリカからダカールまで南大西洋横断の3,000 kmを翔破した。（チェコスロバキアの機種としては初めてのことであった）1981年にはヨン・スヴェンセン（Jon Svensen）がAe-45S でヨーロッパからアメリカ合衆国まで飛行した。
Ae-45はチェコスロバキアで使用され、中華人民共和国、東ドイツ、ハンガリー、イタリア、ポーランド、ルーマニア、ソビエト連邦やスイスに輸出された。中でもハンガリーは主要なユーザーであり、Ae-45はKócsag（ハンガリー語で"オオシラサギ"）の名で知られた。

## 派生型

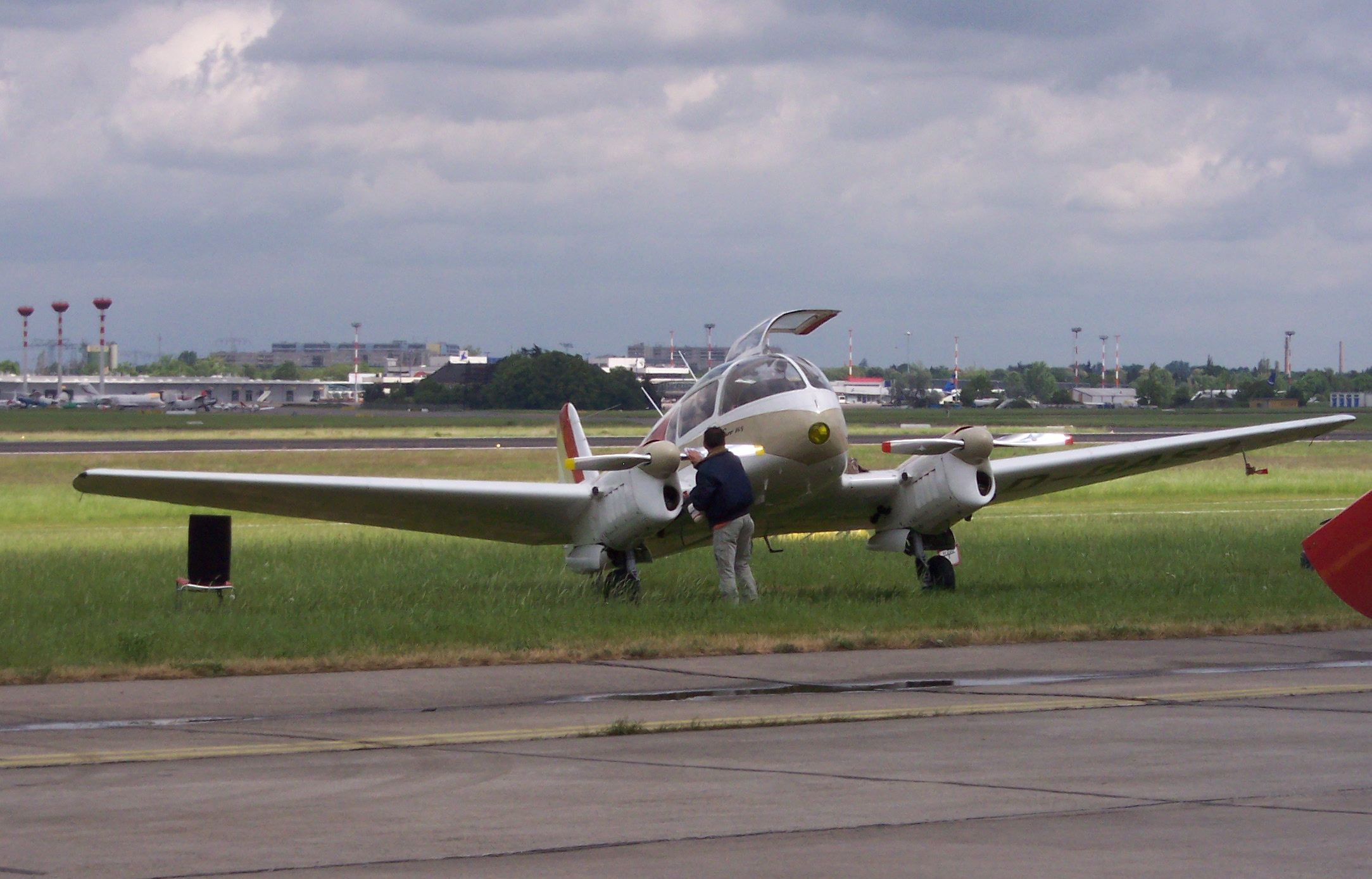
Let Aero Ae 145

アエロ 45
最初の量産モデル。1948年から1951年にかけてアエロ社の工場で200機製造。
アエロ 45S "スーパーアエロ（Super Aero）"
KunoviceのLETクノヴィツェ社の工場で製造されたより高性能の航法装置などを取り付けた改良モデル。1954年から1959年にかけて228機製造。
アエロ 145
LET社で開発、製造されたエンジンをスーパーチャージャー付きのアヴィア（Avia） M332に換装したモデル。1959年から1963年にかけて162機製造。
アエロ 245
実験用モデル。製造されず。
アエロ 345
実験用モデル。製造されず。
スンガリ-1(Sungari-1)
1958年から中華人民共和国でライセンス生産されたAe 45S。

## 運用

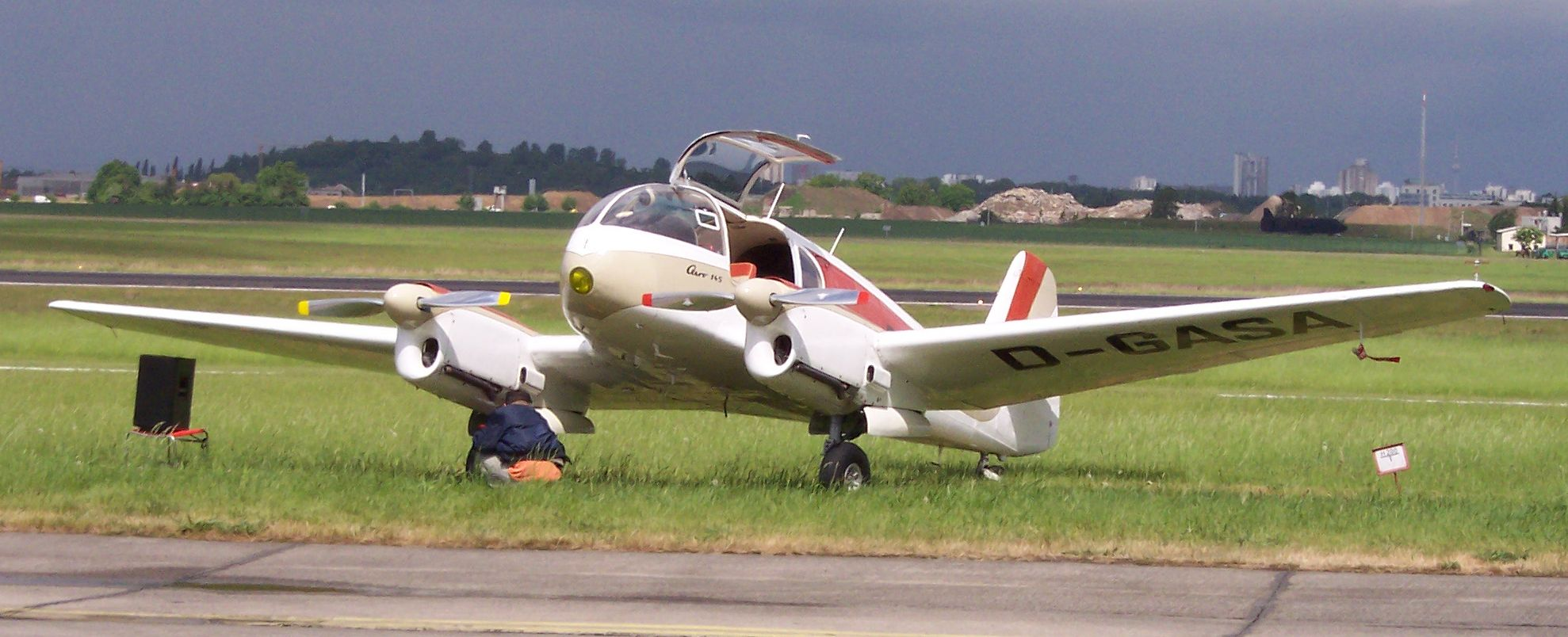
Aero Ae 145

### 民間運用
チェコスロバキア
 東ドイツ
インターフルク
 イタリア
 ポーランド
LOTポーランド航空：1952年から1957年にかけて3機のAe-45を運用
ポーランド救急搬送サービス（Polish Air Ambulance Service）：Ae-45とAe-145を運用
 ルーマニア
アヴィアサン（Aviasan）
 ソビエト連邦
アエロフロート
 スイス

### 軍事運用
中国
中国人民解放軍空軍：ライセンス生産のスンガリ-1(Sungari-1)を運用
 チェコスロバキア
チェコスロバキア空軍：K-75の名称で連絡任務に運用
 東ドイツ
東ドイツ空軍
 ハンガリー
ハンガリー空軍
 インド
インド空軍：チェコスロバキア政府から寄贈された1機を運用
 ルーマニア
ルーマニア空軍
 ベトナム
ベトナム民主共和国空軍：1956年から3機の Ae-45（中華人民共和国から購入）を運用

## 要目
（Super Aero 45）
- 乗員：1名
- 乗客：3 - 4名
- 全長：7.54 m (24 ft 9 in)
- 全幅：12.60 m (46 ft 7 in)
- 全高：2.30 m (7 ft 7 in)
- 翼面積：17.09 m² (184 ft²)
- 翼面荷重：88 kg/m² (18 lb/ft²)
- 空虚重量：960 kg (2,112 lb)
- 運用重量：1,510 kg (3,322 lb)
- 最大離陸重量：1,600 kg (3,527 lb)
- 馬力重量比：0.08 kW/kg (0.05 hp/lb)
- エンジン：2 × ヴァルター=マイナー(Walter-Minor)-III 直列4気筒レシプロエンジン, 77 kW (105 hp)
- 最大速度：270 km/h (146 knots, 168 mph)
- 巡航速度：285 km/h
- 巡航高度：1,350 m (4,429 ft)
- 航続距離：1,600 km (864 nm, 1,000 miles)